# Wólka Niedźwiedzka
Wólka Niedźwiedzka (daw. Wólka Leżajska, Wólka Niedźwiecka, potocznie nazywana Wólką Tabańską) – wieś w Polsce położona w województwie podkarpackim, w powiecie rzeszowskim, w gminie Sokołów Małopolski. Leży  na Płaskowyżu Kolbuszowskim, przy drodze wojewódzkiej nr 875 Leżajsk-Mielec. Od wschodu i południa otoczona jest dużym kompleksem leśnym.
W latach 1975–1998 i w poprzednim podziale administracyjnym po II wojnie światowej miejscowość należała do województwa rzeszowskiego.

## Części wsi
| SIMC    | Nazwa         | Rodzaj    |
| ------- | ------------- | --------- |
| 0661730 | Budy          | część wsi |
| 0661747 | Budy za Lasem | część wsi |
| 0661753 | Gęsiówka      | część wsi |
| 0661760 | Kępa          | część wsi |
| 1043193 | Krasne        | część wsi |
| 0661782 | Kuduki        | część wsi |
| 0661799 | Marynin       | część wsi |
| 0661807 | Siciarska     | część wsi |

## Historia
- Pierwsza wzmianka w 1609 r.
- 6 czerwca 1943 oddział niemiecki dokonał pacyfikacji wsi. Śmierć poniosło 10 osób[7].
- Częściowo spalona podczas działań wojennych w lipcu 1944 roku.
- W 1969 roku zakopał się czołg T-55 w rowie niedaleko dzisiejszego sklepu "MarketVita"
- W 1999 roku powstał klub piłkarski „Orzeł” Wólka Niedźwiedzka. Klub posiada swoją stronę internetową[8].

## Zabytki
Drewniany kościół z XVII w.

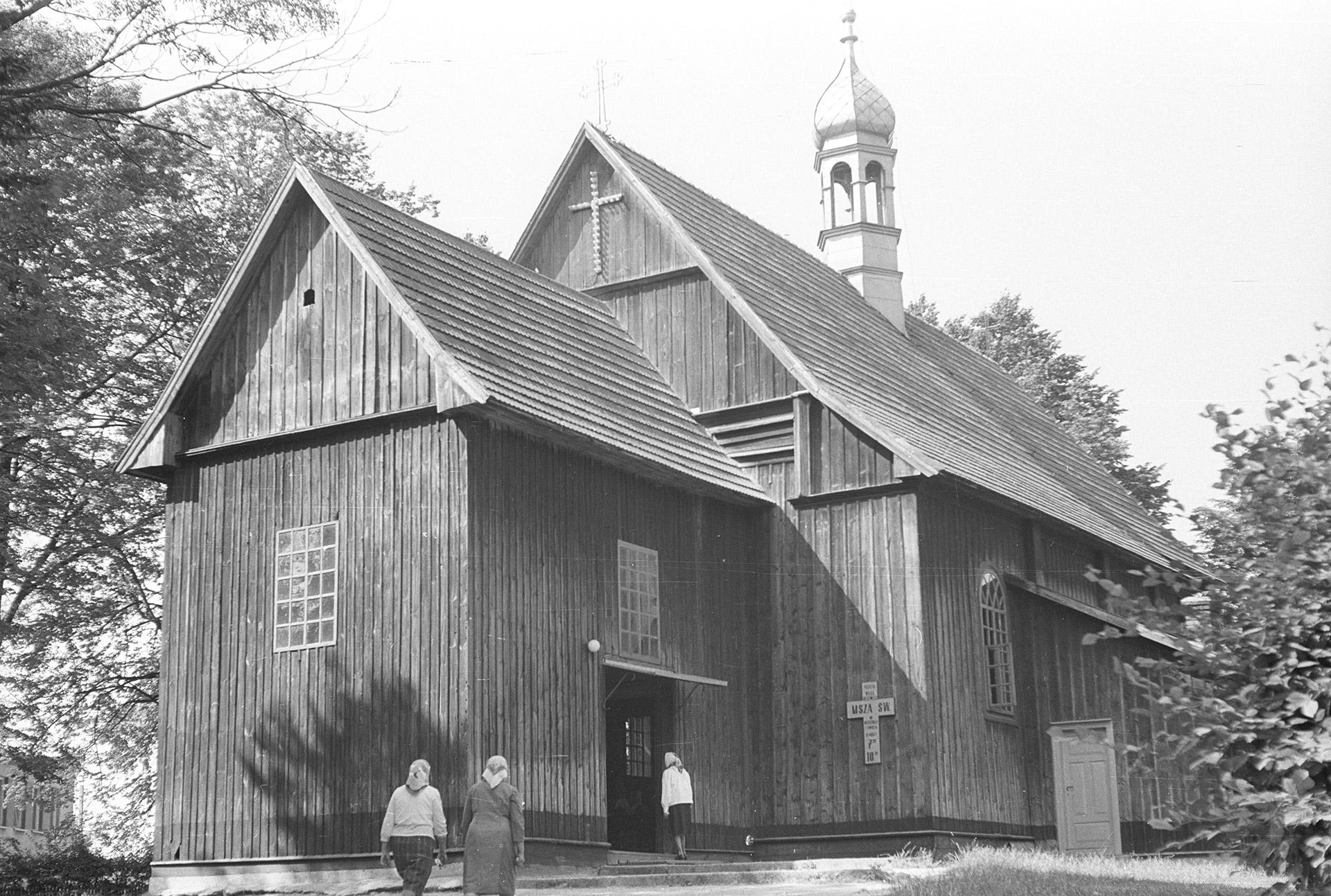
Kościół z XVII wieku; fot. Bogusław Linette (1974)

Pierwszy kościół drewniany istniał we wsi przed rokiem 1598 lecz w XVII wieku Tatarzy zrabowali. W 1912 r. zakupiono modrzewiowy kościół z Woli Zarczyckiej. Po przeniesieniu został on poświęcony w 1913 r. pod wezwaniem Najświętszej Maryi Panny Królowej Korony Polskiej. W 1920 dobudowano do kościoła przybudówkę a elewacja została odeskowana, pokrycie dachu wykonano z czerwonej dachówki. W Woli Zarczyckiej zakupiono także trzy ołtarze z drewna lipowego. Obraz Matki Bożej w wielkim ołtarzu zasuwany jest obrazem Przemienienia Pańskiego.  Na wyposażeniu kościoła są historyczne cymbałki ołtarzowe, używane w czasie Podniesienia.
W 1997 r. przeprowadzono remont kościoła, Wymieniono zniszczone elementy konstrukcji, stolarkę okienną i drzwiową a pokrycie dachu zmieniono na blaszane.

## Wspólnoty wyznaniowe
- rzymskokatolicka parafia Matki Bożej Królowej Polski, należąca do dekanatu Sokołów Małopolski, diecezji rzeszowskiej.
- epifaniczny zbór w Wólce Niedźwiedzkiej – podzielony pomiędzy Świecki Ruch Misyjny „Epifania” oraz ruch Adama Urbana.

## Galeria

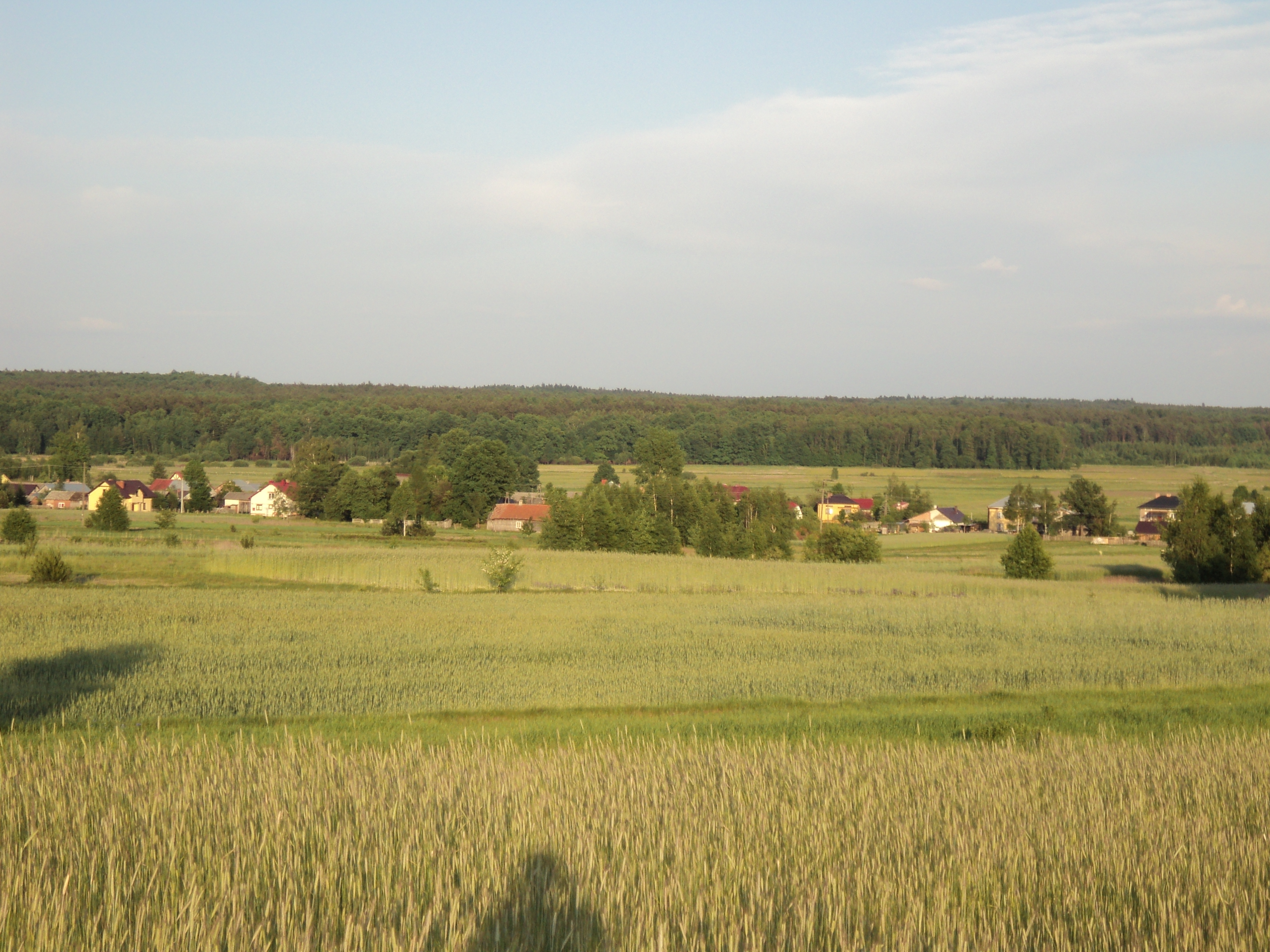
Panorama Wólki
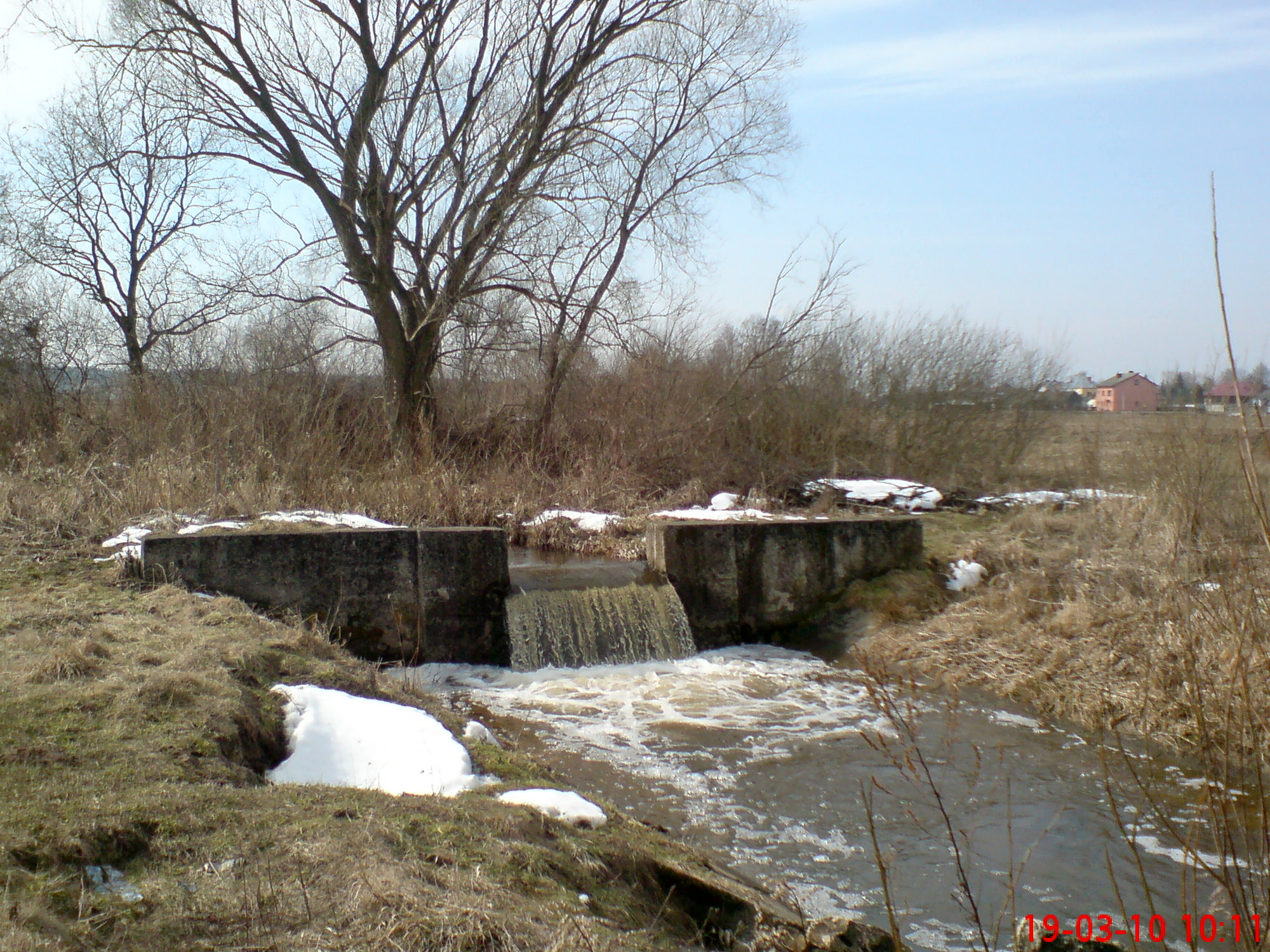
Rzeka Trzebośnica
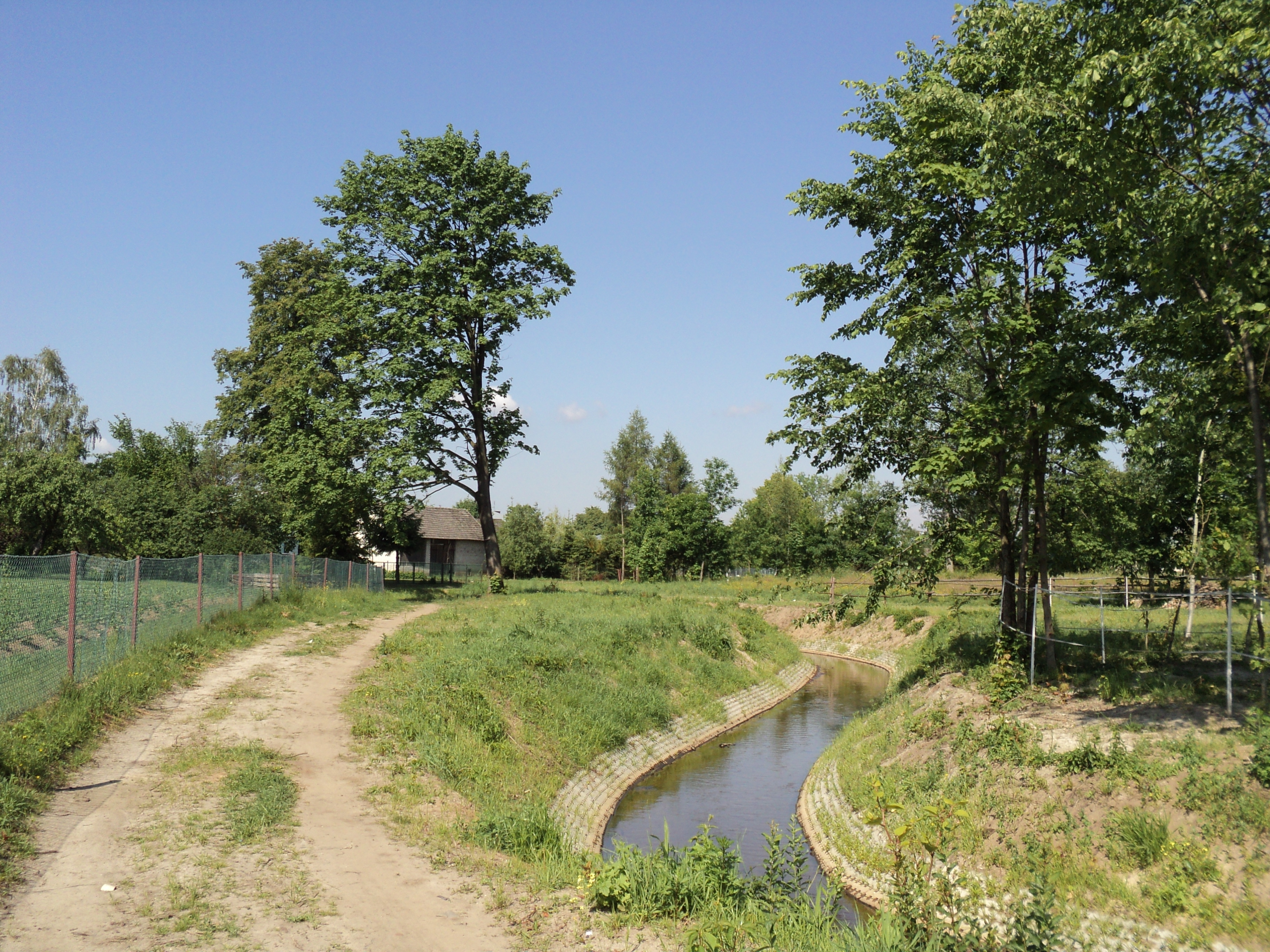
Rzeka Turka
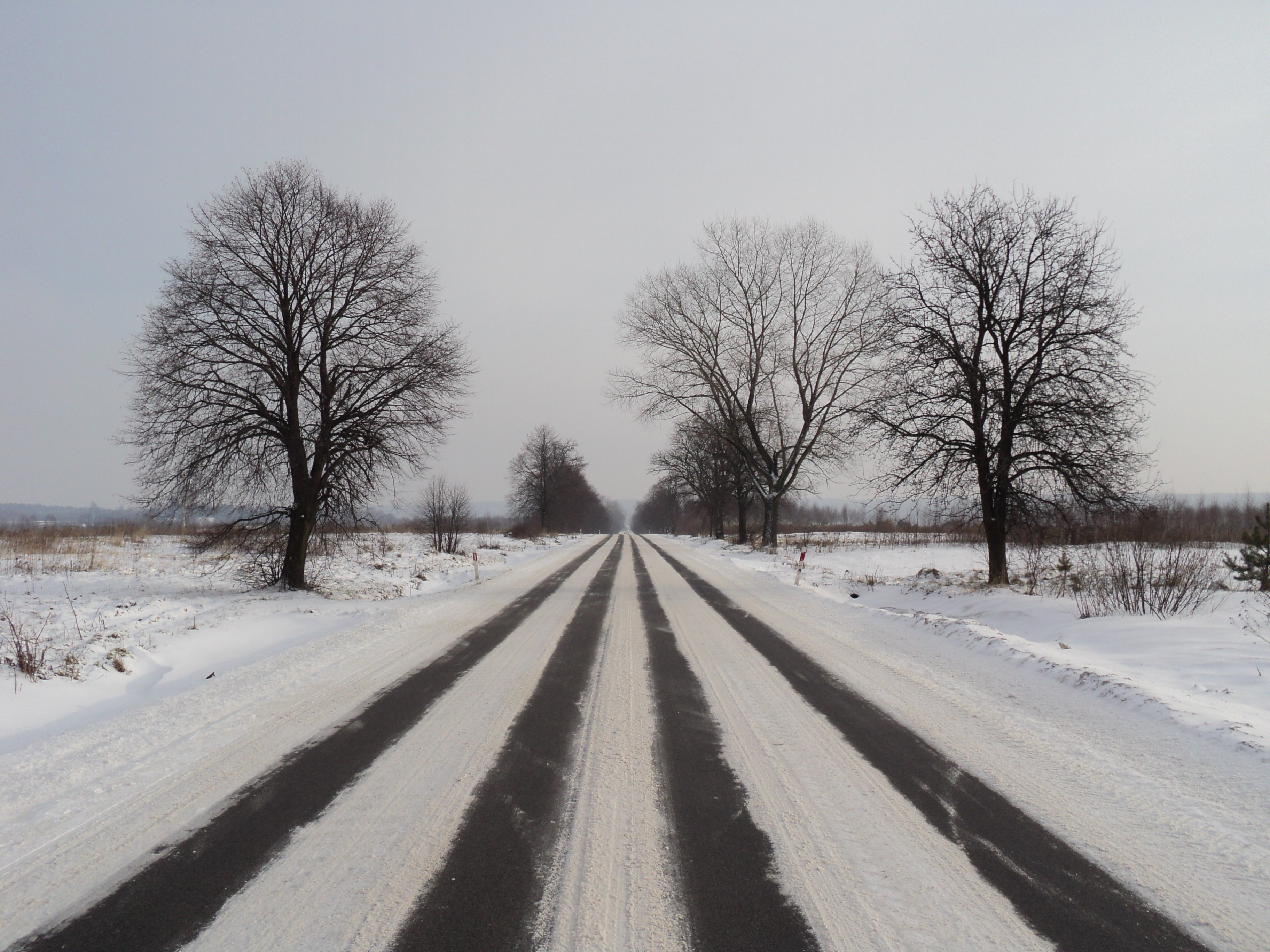
Droga główna w stronę Leżajska
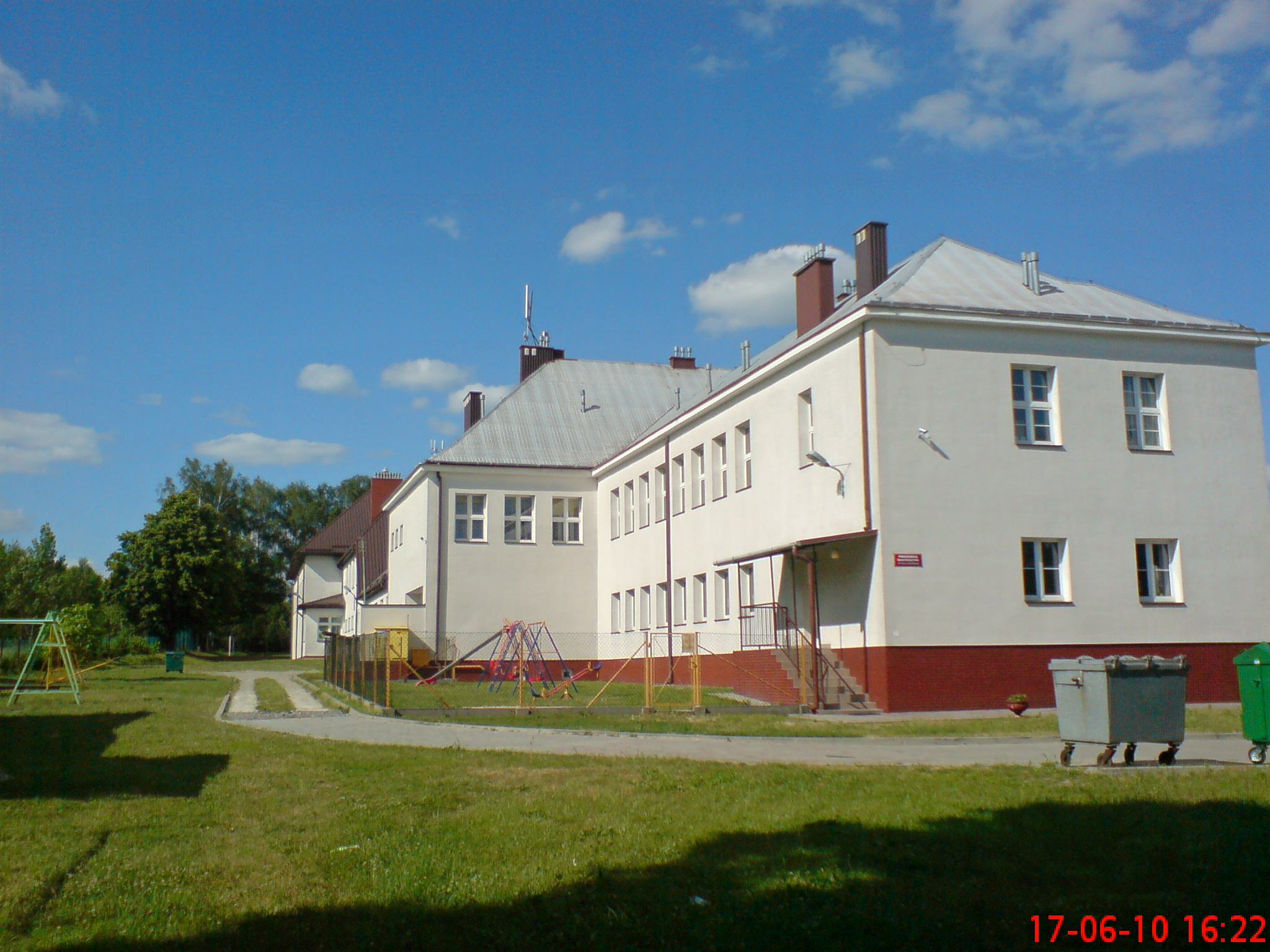
Zespół Szkół im. Prymasa Tysiąclecia
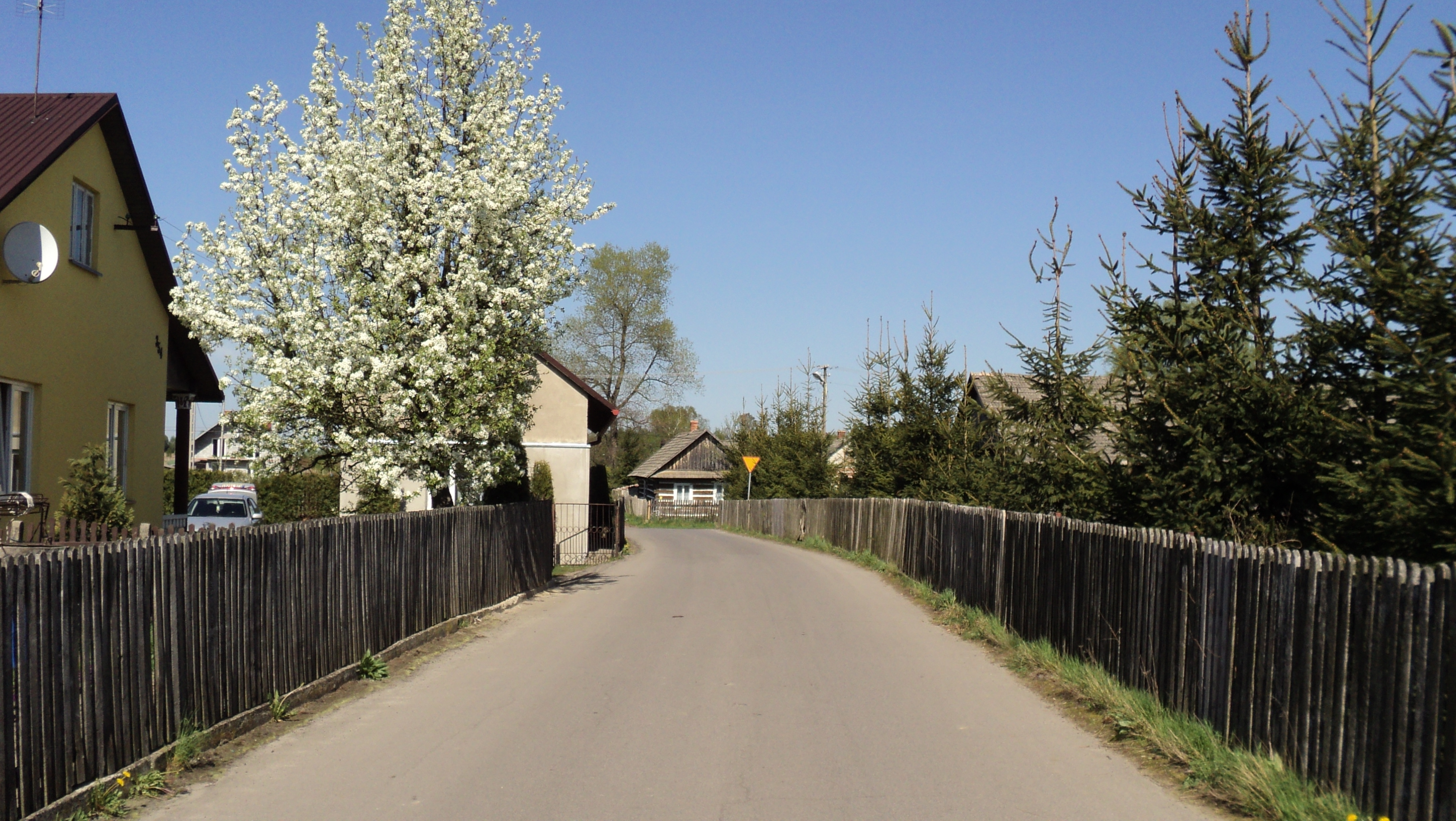
Droga we wsi